# 菊屋 (地本問屋)
菊屋（きくや、生没年不詳）とは江戸時代の江戸にあった地本問屋。

## 来歴
菊屋と号して正徳から享保ころに江戸の浅草駒形町において地本問屋を営業している。主に奥村政信の墨摺絵、丹絵を出版していた。

## 作品
- 奥村政信 「浮世あふむ小町」 大々判 丹絵
- 奥村政信 「揚屋高砂」 横大判 墨摺絵
- 奥村政信 「遊女張果郎」 大々判 丹絵